# Bernard Lathière
Bernard Lathière, né le 4 mars 1929 à Calcutta (Inde) et mort le 27 juin 1997 à Boulogne-Billancourt, était un haut fonctionnaire français, figure emblématique de l'industrie aéronautique française pendant près de 30 ans. Il est considéré comme l'un des pères fondateurs d'Airbus.
Il a exercé les fonctions d'inspecteur général des finances, d'administrateur gérant (PDG) d'Airbus Industrie, de président du centre national du commerce extérieur, et de président du conseil d'administration des Aéroports de Paris.

## Biographie
Bernard Lathière est issu d'une famille originaire de Limoges dans le département de la Haute-Vienne.

### Études
Il est diplômé de l'institut d'études politiques de Paris et est un ancien élève de l'ENA. Il est sorti major du concours de l'Inspection des Finances, il fut, dès 1959, conseiller technique au ministère de la Défense, à 30 ans.

### Carrière
Bernard Lathière devient directeur des transports aériens en 1968. Son rôle essentiel concerne la construction aéronautique, c'est l'époque où les projecteurs sont braqués sur le projet Concorde, il consacre son énergie pour ce programme dont il mesure les prestigieuses retombées, il sait en être l'avocat écouté et le promoteur convaincant.

#### Succès chez Airbus
En 1975, alors que Airbus aborde la redoutable phase de sa conquête des compagnies internationales, Bernard Lathière se voit confier le poste d'administrateur-gérant d'« Airbus Industrie ». Face à la concurrence américaine notamment, sa mission sera coriace et connaîtra d'abord des phases inquiétantes. Mais l'homme est opiniâtre, il sait faire face aux difficultés avec une diplomatie rusée, convaincre les plus retors, par une attitude joviale et conviviale derrière laquelle se cachent l'érudition, la prudence, la volonté et le bon sens.
Dix ans plus tard, 600 Airbus avaient été vendus. 

#### Difficultés chezADP
En vue de cette exceptionnelle réussite chez Airbus, Bernard Lathière, après avoir présidé le Centre national du commerce extérieur, est nommé président des Aéroports de Paris de 1986 à 1992. Cette fois, son ambition est de faire de Roissy la porte de la France, point de jonction des avions, T.G.V., et R.E.R. Cependant, certains aéroports parisiens réservés à l'aviation générale connaissent d'inquiétantes difficultés, c'est le cas de l'aéroport de Toussus-le-Noble dont la situation devient alarmante.

## Hommage
En 2007, le conseil municipal de Limoges délibère la dénomination de la rue "Bernard-Lathière" au sein de la zone d'activité de Limoges-Romanet.